# Mount Gravatt
Mount Gravatt is een plaats in de Australische deelstaat Queensland en telt 3090 inwoners (2006).